# Gesandtenstelen
Als Gesandtenstelen werden zwei Grabmonumente auf dem Kerameikos, dem bedeutendsten und größten antiken Friedhof von Athen, bezeichnet. Hinzu kommt im Weiteren eine in deren Umfeld gefundene Inschrift.
Die Gesandtenstelen wurden am Südhügel des Kerameikos gefunden. Beide Stelen stehen bis heute aufrecht an ihren Fundorten, die zugleich auch die Aufstellungsorte in der Antike waren. Sie gehören zu zwei Gräbern für Gesandte, ein drittes Grab für einen Gesandten fand sich leicht westlich davon.

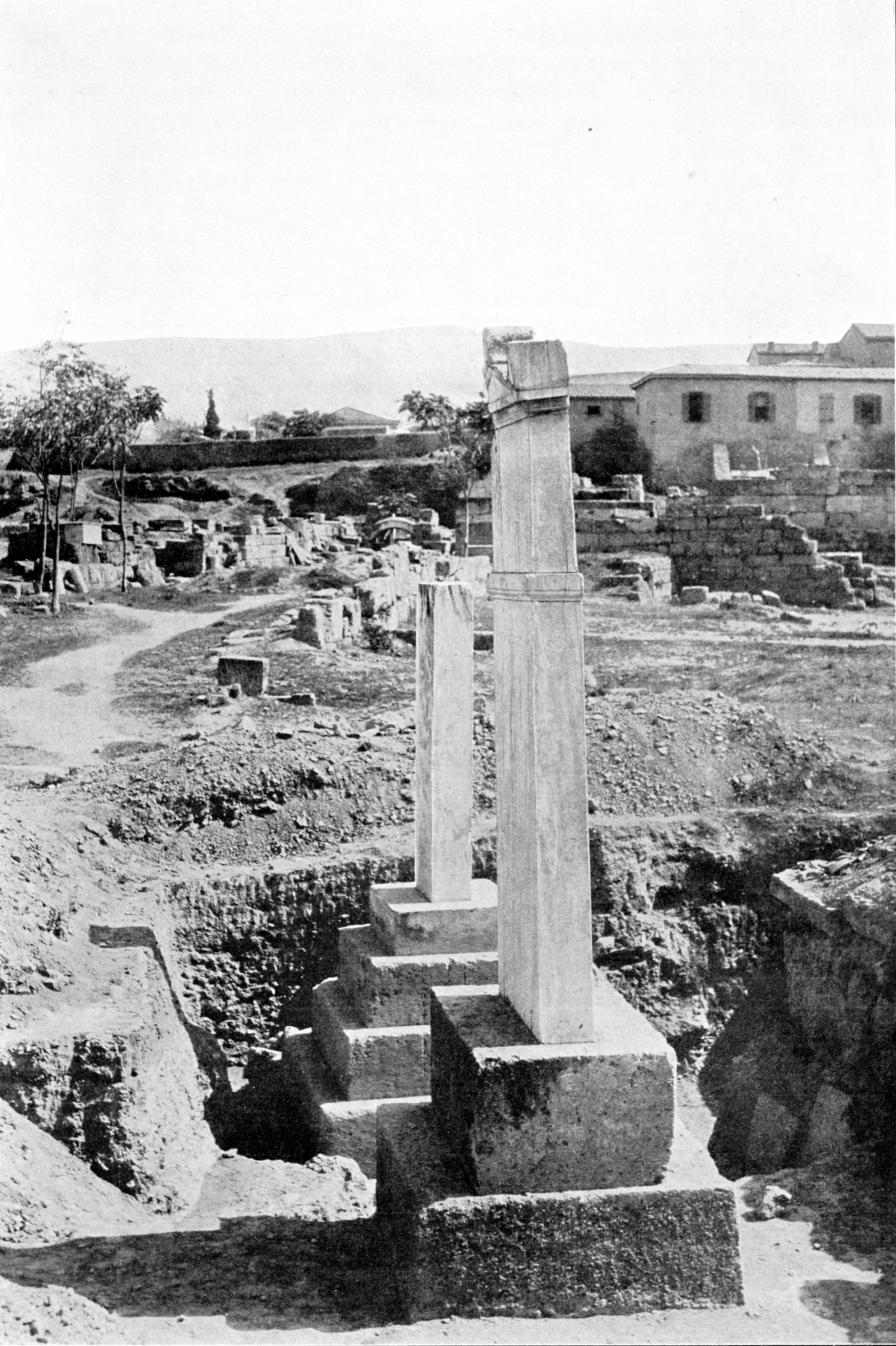
Zustand während Grabungen Alfred Brueckners zwischen 1907 und 1909

In seinem Dialog Kritias beschreibt Platon vier verschiedene Gruppen von Fremden in einer Gemeinschaft und wie mit diesen umzugehen sei. Gesandte und wie sie behandelt werden sollen, wird in den Erläuterungen zur dritten Gruppe erklärt. Danach besitzen Gesandte, die in offiziellem Auftrag in Athen weilten, einen besonderen Schutz und müssen von hochrangigen Würdenträgern – Strategen, Hipparchen und Taxiarchen – untergebracht, versorgt und betreut werden. Diese Betreuung gilt auch insbesondere im Todesfall, bei dem diese Personen beziehungsweise der attische Staat für die Bestattung der Verstorbenen zu sorgen hatten. Der Staat übernahm die Kosten für die Bestattung selbst sowie für Grabdenkmale und Inschriften. Ehrende Epigramme schilderten nicht nur den Grund der Grabanlage, sondern berichteten auch von der Verpflichtung der Polis Athen, die mit der Bestattung erfüllt wurde. Nach Ausweis der Fundumstände gab es auf dem Kerameikos einen eigenen Grabbezirk für solche Verstorbenen, der insbesondere im 5. und 4. Jahrhundert v. Chr. für derartige Fälle reserviert war. Schon die Lage nahe dem Stadttor, gegenüber dem Tritopatreion an der sehr verkehrsreichen Straße, wo sich die Gräberstraße von der Heiligen Straße trennte, legt eine besondere Bedeutung dieser Grabstätten und damit auch die Bedeutung der damit verbundenen Handlungen nahe. Der Staat der Athener kam somit einem besonderen Anliegen des Grabkultes nach, die Namen der Verstorbenen weiter im Gedächtnis zu halten.

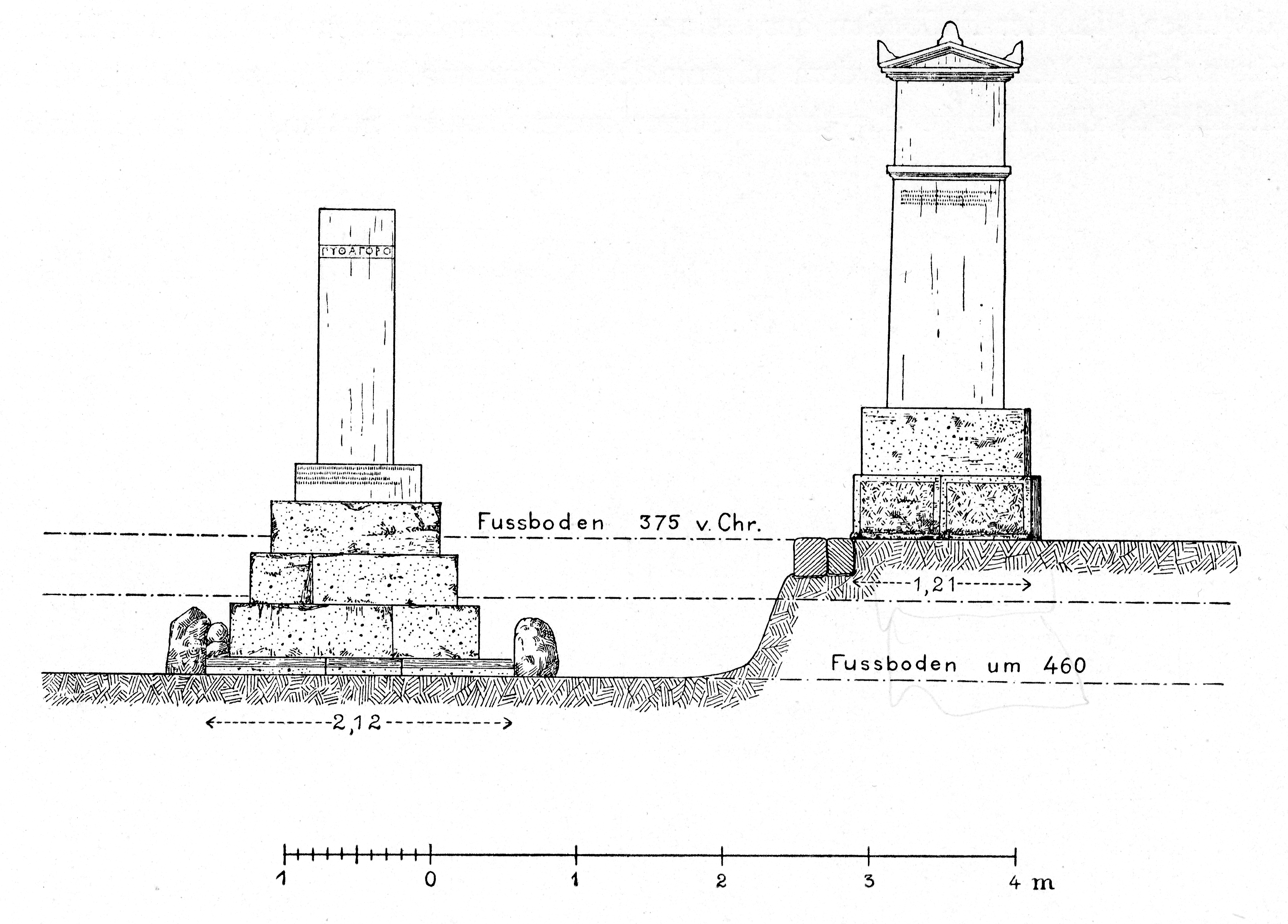
Aufriss Gesandtenstelen
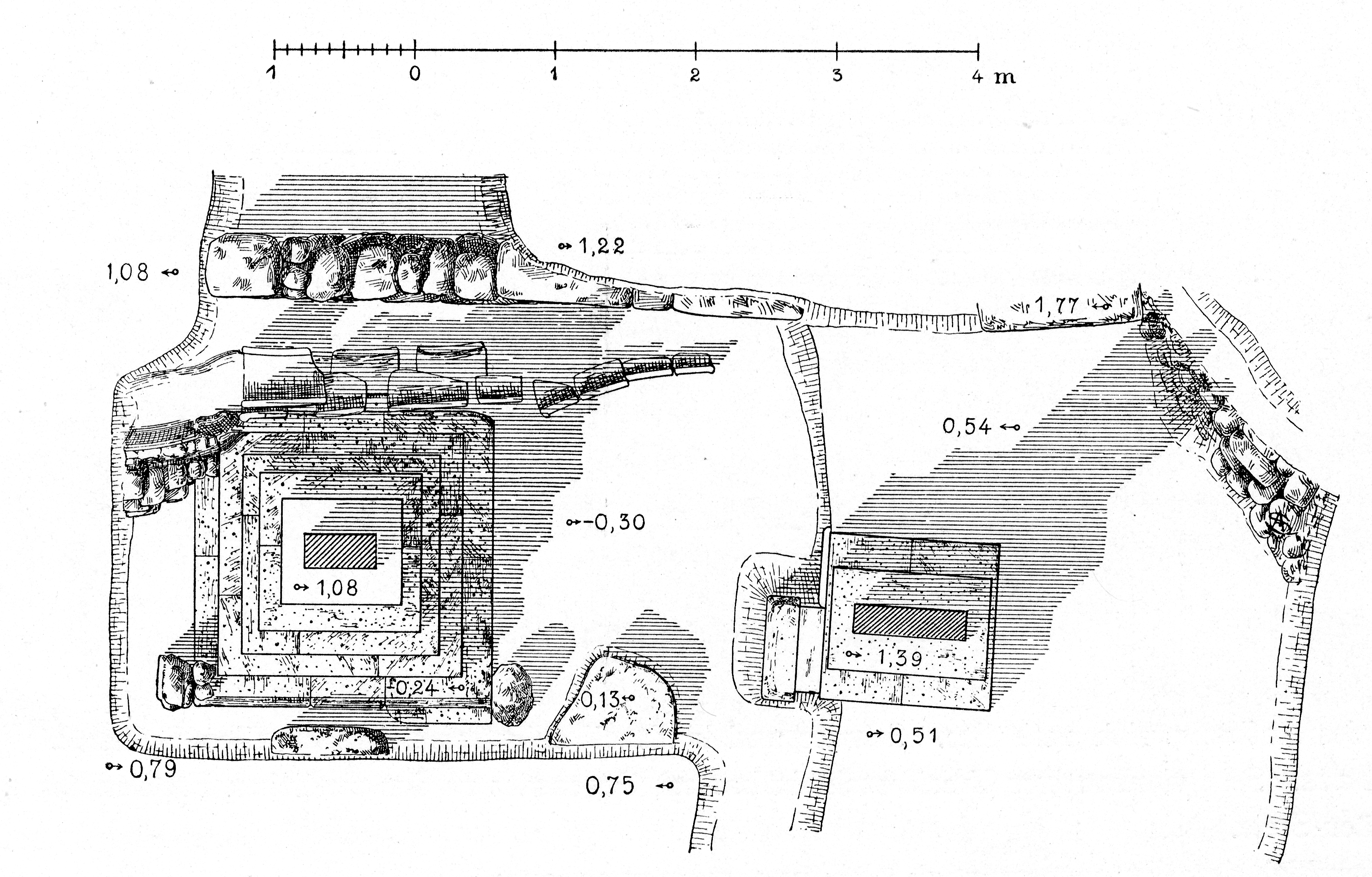
Grundriss
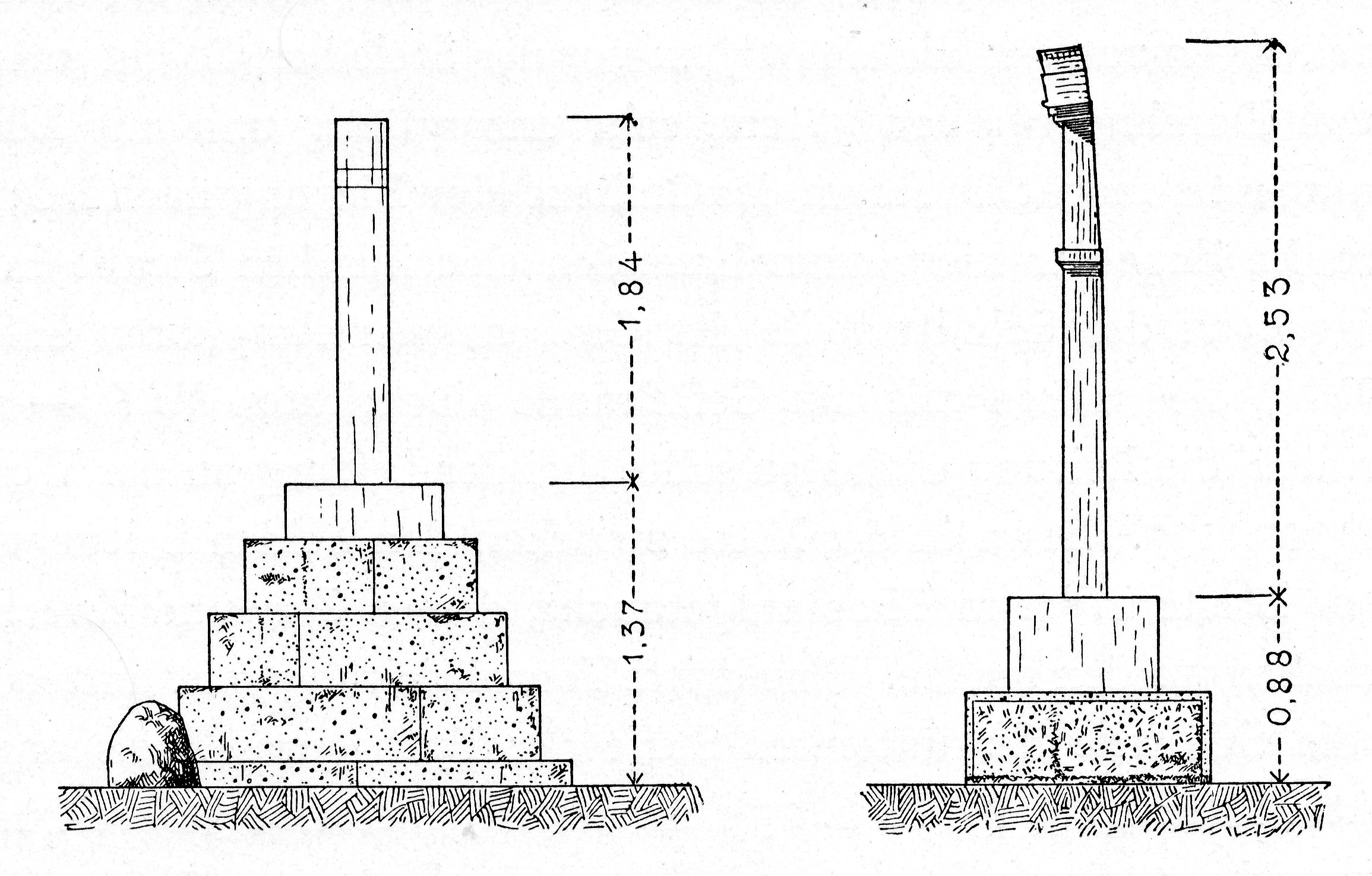
Seitenansicht

Das östlichste Grab war das mit der Stele des Konsuls Pythagoras aus Selymbria. Mittig lag das Grab mit der Stele für die Gesandten Thersandros und Simylos aus Kerkyra, im Westen folgte schließlich das Grab, von dem noch die Inschrift für Silenos aus Rhegion erhalten ist. Die Region mit den Gesandtenstelen wurde schon vergleichsweise früh während der Erforschung des Kerameikos entdeckt. Entdeckt und ausgegraben wurden sie 1870 durch Stefanos Koumanoudis. 1971 folgten Nachuntersuchungen unter der Leitung von Ursula Knigge.